# Cimetière national de fort Smith
Le cimetière national de fort Smith est un cimetière national des États-Unis situé sur Garland Avenue et la sixième avenue de Fort Smith, dans le comté de Sebastian, en Arkansas. Il s'étende sur 22,3 acres (9 ha), et à la fin de 2005, contenait 13 127 inhumations.

## Histoire
Le fort Smith est un fort frontalier créé la première fois en 1817, par le commandant William Bradford en tant que poste pour empêcher les hostilités entre les Cherokees et les Osages. Malgré l'importance stratégique du poste, l'armée le ferme à la suite d'une grave épidémie qui coûte la vie à plusieurs des hommes qui y sont stationnés en 1824. Les premières inhumations sont faites dans la région pendant cette période.
En 1838, un nouveau fort est construit sur le site, y compris un quartier des officiers où le général Zachary Taylor vit partir de 1841 jusqu'en 1845. À ce moment, le premier cimetière du poste est réparé, étendu et amélioré.

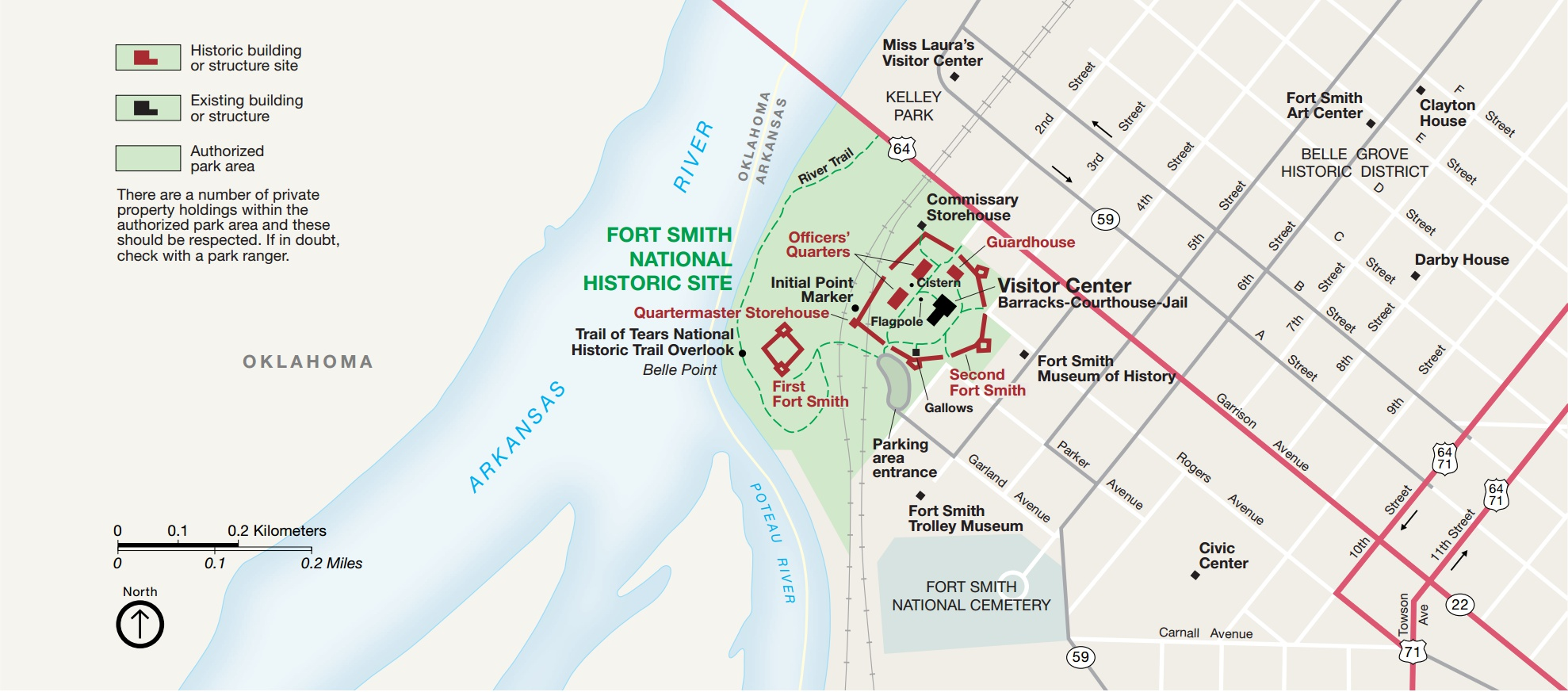
Cimetière national de fort Smith est à l'ouest du fort Smith, en Arkansas, au sud du site historique national de fort Smith.

Le 23 avril 1861, au début de la guerre de Sécession, le poste est abandonné par les forces qui y sont, et il est occupé par une garnison confédérée. Lors de leur occupation du fort, près de 400 soldats confédérés sont enterrés dans le cimetière. Le fort est repris par les forces de l'Union le 1er septembre 1863. En 1867, le cimetière du poste devient officiellement un cimetière national, et beaucoup de tombes des cimetières de champ de bataille à proximité,  y sont ré-inhumés. Le cimetière comprend plus de 1 400 tombes anonymes, beaucoup d'entre elles de soldats de l'Union et confédérés.

## Monuments notables
- Le mémorial pour le mort confédéré inconnu est fait de marbre. Il commémore également le brigadier général James M. McIntosh qui est mort à la bataille de Pea Ridge, et le brigadier général Alexander E. Steen qui a été tué à la bataille de Prairie Grove.
- Le mémorial des anciens combattants du Viêt Nam est construit en granit et en bronze ; il est érigé en 1998.

## Inhumations notables

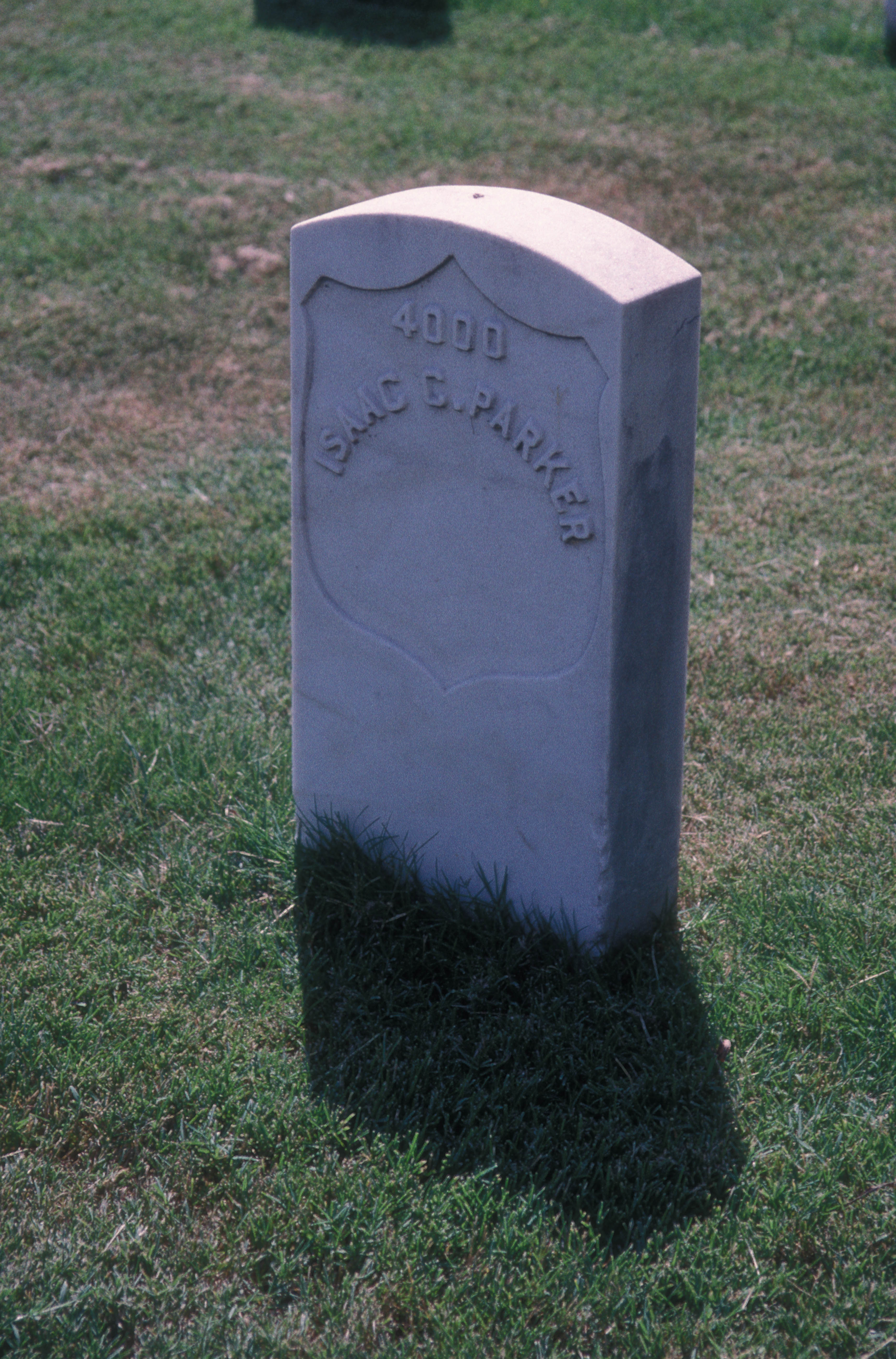
La tombe d'Isaac Parker, le « Hanging Judge ».

- Brigadier général William Orlando Darby, ancien combattant de la Seconde Guerre mondiale, chef des Darby's Rangers
- Jack Fleck, ancien combattant de la Seconde Guerre mondiale de la marine et golfeur professionnel
- Richard C. Gatlin, général confédéré de la guerre de Sécession
- James M. McIntosh, brigadier-général confédéré de la guerre de Sécession
- Isaac C. Parker, représentant des États-Unis, juge de la frontière connu comme « The Hanging Judge »
- Hal Smith, ancien combattant de l'armée de l'air des États-Unis et catcheur de la MLB
- Alexander E. Steen, général confédéré de la garde d'État du Missouri